# Bernard Werner
Bernard Werner (ur. 17 kwietnia 1951) – polski lekkoatleta specjalizujący się w rzucie oszczepem.

## Osiągnięcia
Dziewięciokrotny medalista mistrzostw Polski. Ośmiokrotny reprezentant kraju w meczach międzypaństwowych. Czołowy oszczepnik Polski drugiej połowy lat 70 i początku lat 80 XX wieku. Bronił barw Zjednoczenia Olsztyn (1969–1972), SZS AZS Warszawa (1973–76), AZS-AWFiS Gdańsk (1977) i od 1978 Bałtyku Gdynia. Rekord życiowy: 83,80 (10 czerwca 1980, Warszawa).
W czasie kariery ważył 90 kg i mierzył 176 cm.